# Т-РАМ
Тиристор РАМ (Т-РАМ) је нови (2009) тип ДРАМ рачунарске меморије развијен од фирме Т-РАМ Семикондактор, која одступа од класичног дизајна меморијских ћелија и комбинује добре особине ДРАМ и СРАМ меморија: велику густину и велику брзину. Ова технологија, која користи електричну особину познату као негативна отпорност и зове се танак капацитивно спрегнути тиристор, се користи за креирање меморијских ћелија способних за гушћа паковања. Због овога, меморија је веома скалабилна, и већ има неколико пута већу густину него што се може наћи у нормалним СРАМ меморијама са шест транзистора. 
Претпоставља се да ће се ова технологија користити за АМД процесоре следеће генерације, који ће се производити у 32 и 22 нанометара и који ће заменити претходно лиценцирану, али некоришћену З-РАМ технологију. Фирма Xandores CPCARM развија ову технологију.